# Петро Шафранець (молодший)
Пйотр (Петро́) Шафра́нець (молодший) (пол. Piotr Szafraniec (młodszy); помер 1442) — польський шляхтич, урядник Корони.

## Біографічні відомості
Син подільського старости Пйотра Шафранця та його дружини Ружі. Як і батько, був краківським підкоморієм (при королівському дворі), сєрадзьким старостою.
Ян Длугош згадує, що П. Шафранець займався алхімією. Він також згадує, що його син, теж Пйотр (†1458), був розбійником, тому потрапив у немилість польського короля Казимира IV Ягеллончика.
У Пйотра Шафранця був ще один син — Кшиштоф.